# 陳秀治
陳秀治（1937年—2023年6月14日），臺灣嘉義縣新港鄉人，在嘉義市擔任小學教師，參與嘉邑行善團，退休後在雲嘉南地區捐建14座公路橋。

## 生平
陳秀治為新港鄉人，自幼喪母，因家貧選擇讀公費的台中師範學校，畢業後在嘉義市博愛國小任教，與同鄉的教師洪俊雄結婚。

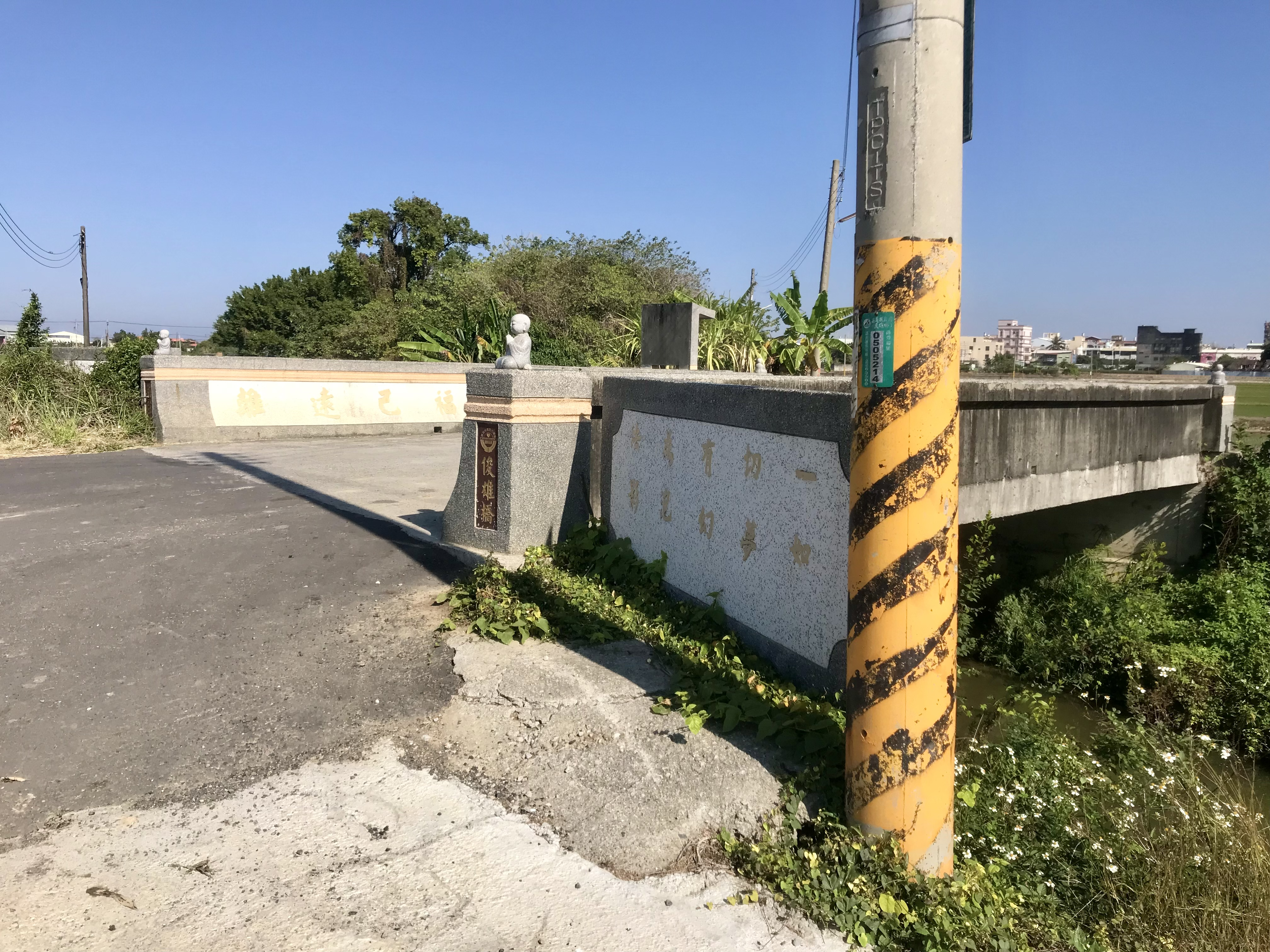
俊雄橋

陳秀治沒有子女，長期禮佛吃素，在中年時就參加嘉邑行善團，又認養家扶中心國內外貧困兒童。她認為自己三次車禍、二度罹癌中得以保住，皆是行善之果。

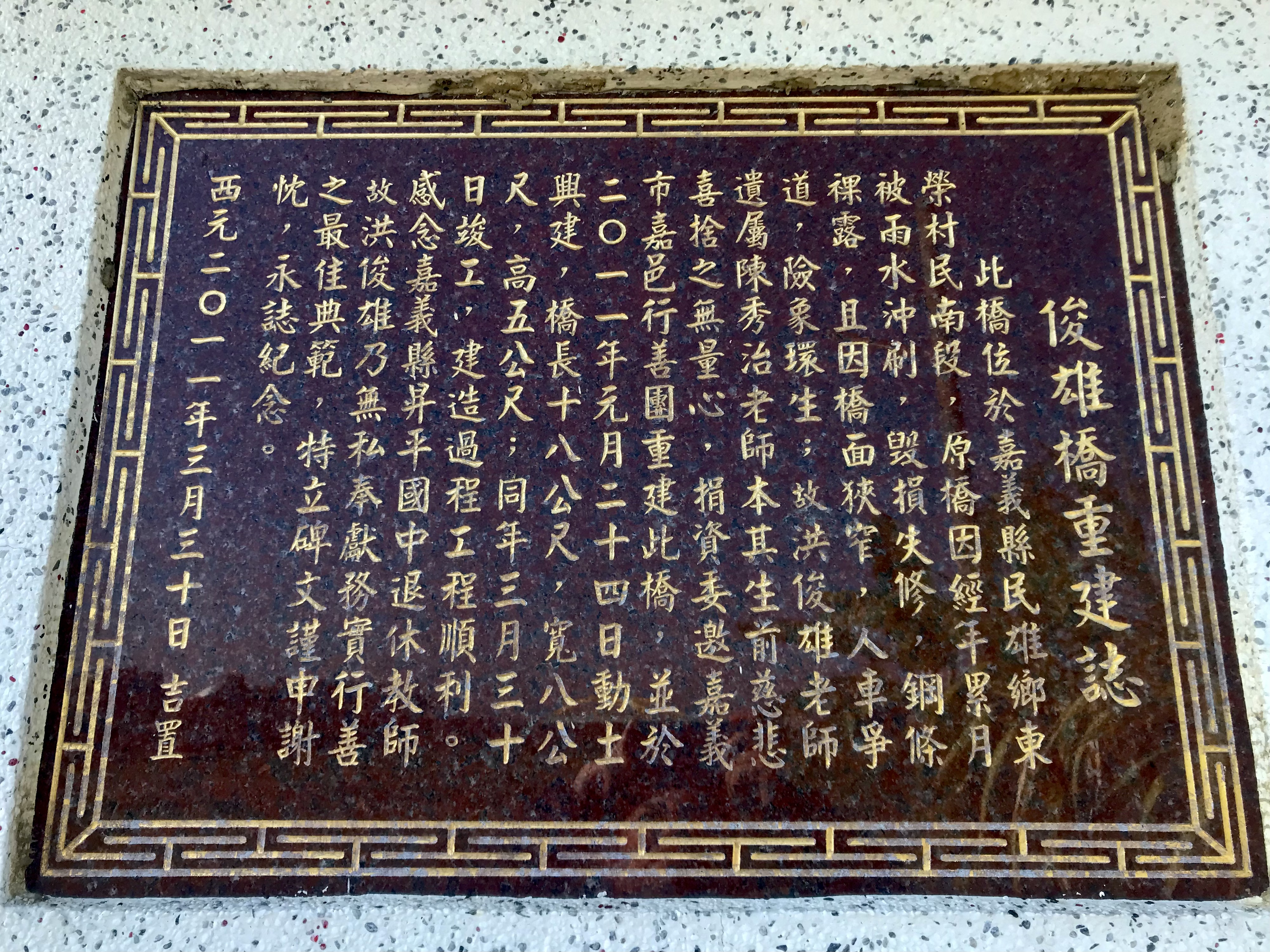
俊雄橋重建誌

八八水災後，陳秀治感到全臺灣都有危橋，因此決定將部分退休金捐出來捐建橋梁。2011年6月10日，民雄鄉東榮村與文隆村的跨越大排水溝上，以她去世三年丈夫命名的俊雄橋以總工程費新台幣198萬多元落成，嘉義縣長張花冠、立委陳明文妻子廖素惠、縣議員黃嘉寬等人參加剪綵。2012年1月12日，雲林縣四湖鄉箔東村的俊雄二號橋落成。2013年2月6日，民雄鄉豐收村水流媽廟前、施工經費343萬多元的俊雄三號橋落成，縣長張花冠、盧林金參與。
之後，陳秀治以自己的法號「願心」來捐建橋梁。2018年6月23日，連接嘉義市湖子內重劃區與水上鄉民生社區的願心三號橋啟用，由縣長張花冠、嘉義市長涂醒哲、立委蔡易餘、縣議員林緗亭、水上鄉長劉敬祥、嘉邑行善團理事長蔡萬華等人參加。
2018年8月9日，四湖鄉湖寮村聯外道路雲132線的俊雄四號橋通車，四湖鄉長蘇國瓏參予。2019年1月14日，新港鄉海瀛村的俊雄五號橋啟用，由嘉邑行善團理事長蔡萬華、林茂盛、縣議員葉孟龍陪同陳秀治主持謝土儀式。2020年2月9日，陳秀治捐助252萬元、新港鄉與民雄鄉交界的俊雄六號橋通車，由嘉義縣長翁章梁、新港鄉長林茂盛等參加。
陳秀治以丈夫之名捐建6座橋後，改以胞妹陳秀鳳的名義捐建謝天一、二號橋。如台南市山上區平陽里、玉峰里交界菜寮溪的謝天二號橋以212餘萬落成時，由市長黃偉哲、嘉邑行善團理事長蔡萬華等人參與。
2022年10月4日，重陽節，嘉邑行善團理事長徐文志帶領理監事贈專業助聽器給85歲的陳秀治時，陳秀治認捐的橋已達14座橋，捐款達2738萬元，最新的是六腳鄉的願心六號橋。2023年6月14日，陳秀治辭世。生前捐建的橋在台南有2座、雲林3座、嘉義9座。年末12月30日，又有人捐助1227萬元給嘉邑行善團的橋落成，為民雄鄉中和村與中央村交界鴨母坔的梁醫橋，橋名取自已故的捐贈者—醫師梁煜傑。